# 貴定県
貴定県（きてい-けん）は中華人民共和国貴州省黔南プイ族ミャオ族自治州に位置する県。

## 歴史
1608年（万暦36年）に貴定県が設置された。

## 行政区画
下部に2街道、6鎮を管轄する。
- 街道
  - 宝山街道、金南街道
- 鎮
  - 徳新鎮、新巴鎮、盤江鎮、沿山鎮、昌明鎮、雲霧鎮

## 交通

### 鉄道
- 中国国家鉄路集団
  - 滬昆旅客専用線
    - 貴定北駅 - 中心部から6kmの地点にある3等駅。

  - 貴広旅客専用線、貴南旅客専用線（中国語版）
    - 貴定県駅 - 中心部から35kmの地点にある3等駅。

  - 滬昆線
    - 貴定駅 - 中心部にある3等駅。

  - 黔桂線（中国語版）
    - 貴定南駅 - 中心部から33kmの地点にある3等駅。

### 高速道路
- 高速道路
  - 滬昆高速道路
  - 蘭海高速道路
  - 厦蓉高速道路
- 国道
  - G210国道
  - G320国道
  - G321国道

## 出身者
- 戴戡 - 清末民初の政治家・軍人。清末は立憲派として活動。後に護国戦争で袁世凱打倒を図る。